# Alexandre Bertrand (archéologue)
Pour les articles homonymes, voir Bertrand et Alexandre Bertrand.
Alexandre Louis Joseph Bertrand (21 juin 1820 à Paris - 8 décembre 1902 à Saint-Germain-en-Laye,) est un archéologue français. Il est un des pionniers de l'archéologie gauloise et gallo-romaine, est fondateur et premier directeur, pendant 35 ans, du Musée des antiquités nationales, élu membre de l'Institut (Académie des inscriptions et belles-lettres).

## Biographie
Il est le fils du médecin Alexandre Bertrand (1795-1831), et le frère aîné du mathématicien Joseph Bertrand (1822-1900) et de Louise Bertrand qui épouse le mathématicien Charles Hermite (1822-1901).
Alexandre Bertrand est reçu à l'École normale en 1840.

### Archéologue et enseignant
Après une mission de trois ans à Babylone, il est professeur de rhétorique au lycée de Laval (1848-1849), membre de l'École française d'Athènes en 1849, puis professeur de rhétorique à Rennes de 1851 à 1857.
À partir de 1858, il travaille à la préparation de l'ouvrage de Napoléon III, et participe aux fouilles d'Alise-Sainte-Reine.
Dans les années 1870, l'attention de l'archéologue et professeur parisien se porte tout particulièrement sur les travaux archéologiques du 1er âge du fer en Italie du Nord. Il reprend, aux côtés de son homologue Louis Laurent Gabriel de Mortillet les recherches entreprises par l'abbé Giani au cours des années 1820, dont notamment la mise au jour de vastes nécropoles enfouies sur la rive gauche du Tessin lombard,. Il réalise sur ce propos différents rapports de fouilles et d'études archéologiques dès 1871.
Alexandre Bertrand effectua de nombreux voyages sur place, et notamment sur les sites de Golasecca, Sesto Calende et Castelletto sopra Ticino. Il en ramène, à l'instar de Gabriel de Mortillet, une partie des collections d’artéfacts archéologiques constituées par l'abbé Giani au début du XIXe siècle.
En 1874, il prend part au 7e Congrès d'Anthropologie et d'Archéologie Préhistoriques, à Stockholm. Il y présente le fruit de l'ensemble des recherches réalisées en Italie du Nord pour l'âge du fer et met en perspective une nouvelle notion de typologie culturelle : la culture de Golasecca. Au sein de ce sommet scientifique international, il détermine une chronologie concrète de la civilisation dite de Golasecca et entérine, avec l'appui de ses homologues du musée national des antiquités, la nature celtique des populations nord-italiennes de la période considérée,.

### Fondateur et directeur du Musée des antiquités nationales

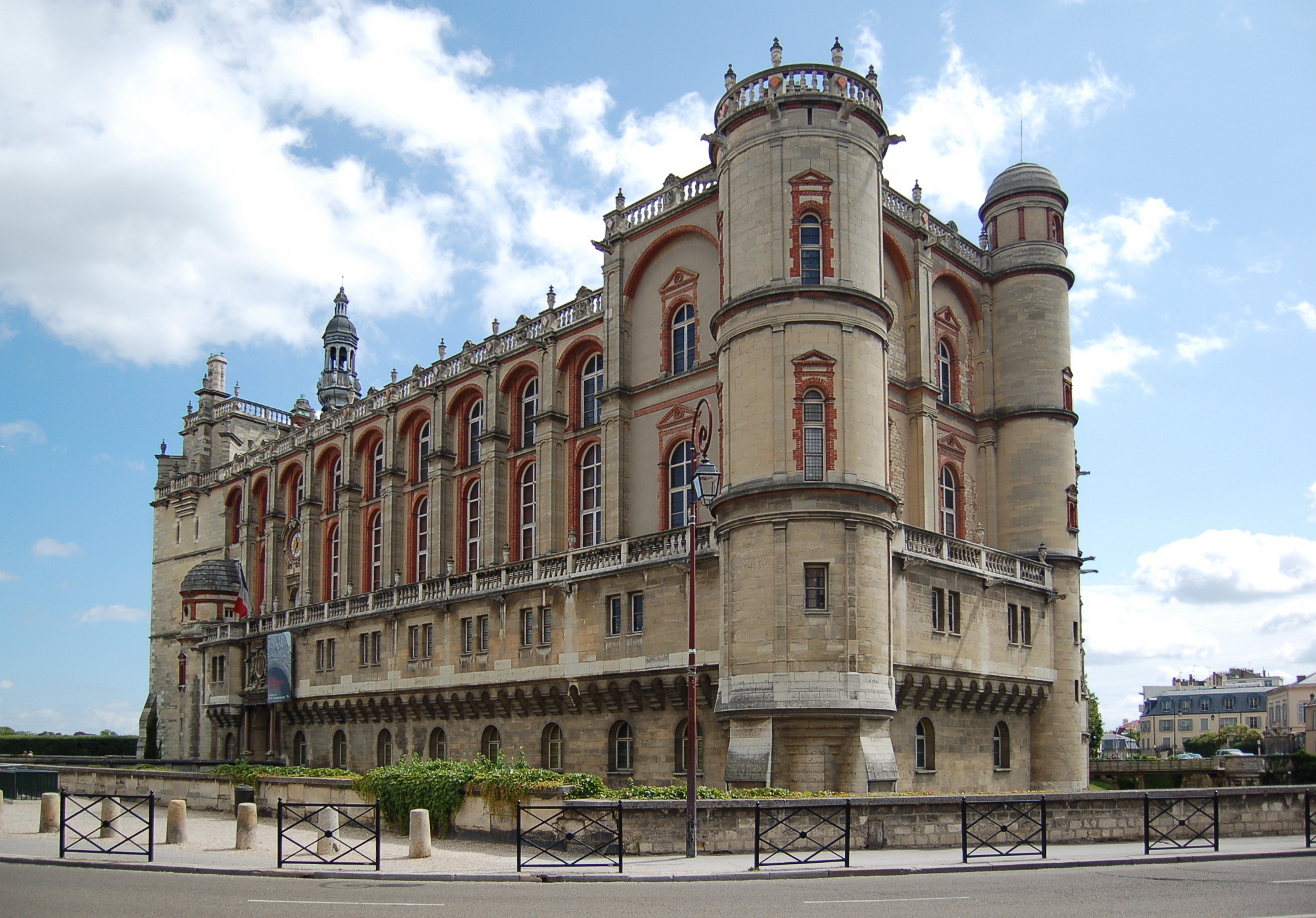
Le château de Saint-Germain-en-Laye abrite le Musée des antiquités nationales fondé et dirigé par Alexandre Bertrand.

Alexandre Bertrand participe ensuite à la fondation du Musée des antiquités nationales à Saint-Germain-en-Laye et en est le premier directeur, de l'ouverture en 1867 à sa mort en 1902. À partir de 1887, il a pour assistant puis conservateur adjoint Salomon Reinach qui l'assiste pour trier, organiser et présenter les collections,.
En parallèle à son activité de directeur du musée, Bertrand continue à s'intéresser aux principales fouilles et devient, à partir de 1882, le premier professeur d'archéologie à l'École du Louvre.
À partir de l'année 1863, la Revue archéologique paraît sous la direction d'Alexandre Bertrand et de Georges Perrot. L'archéologue y rédige de nombreux articles et notamment des feuillets scientifiques qui mettent en évidence des similitudes pertinentes entre des tumuli de type hallstattiens, situés en Bourgogne-Franche-Comté, et des cimetières protohistoriques localisés en Lombardie.
Alexandre Bertrand est membre de l'Institut, au titre de l'Académie des inscriptions et belles-lettres, élu en 1881. Il devient aussi président de la Société d'anthropologie en 1868, et président de la Société nationale des antiquaires de France en 1877.

### Distinctions
- Officier de la Légion d'honneur (1885)

### Hommages
Son buste est inauguré en juillet 1912 au musée des Antiquités nationales.
La rue Alexandre-Bertrand à Saint-Germain-en-Laye, ainsi qu'un arrêt de la ligne de bus RATP 259, honorent sa mémoire.

### Postérité
- Il avait épousé en 1860 Amélie Berthe Lévy (1840-1913), fille du normalien minéralogiste Armand Lévy, et nièce du mathématicien Olinde Rodrigues. Ils ont deux enfants, Amélie Appell et Henry Bertrand :
  - Amélie Bertrand (1860-1944), qui épousa Paul Appell (1855-1930), mathématicien, professeur à la Faculté des sciences de Paris et à l'École centrale de Paris, doyen de la Faculté des sciences de Paris, recteur de l'Académie de Paris, membre de l'Institut (Académie des sciences), dont trois enfants :
    - Marguerite Appell (1883-1969), dite Camille Marbo, écrivain (Prix Femina), épouse du mathématicien et ministre Émile Borel ;
    - Germaine Appell, docteur en médecine, épouse du biologiste et chimiste Jacques Duclaux ;
    - Pierre Appell (1887-1957), député, sous-secrétaire d'État aux Travaux publics et au Tourisme.

  - Henry Bertrand (1863-1940), maire de Saint-Germain-en-Laye, président du Conseil général de Seine-et-Oise.

## Œuvres, travaux, publications diverses
Les œuvres d'Alexandre Bertrand, répertoriées à la BNF, sont ici classées par ordre de publication.
- 1858 : Essai sur les dieux protecteurs des héros grecs et troyens dans l'Iliade.
- 1858 : Études de mythologie et d'archéologie grecques, d'Athènes à Argos.
- 1858 : Discours Sur la nécessité du travail prononcé le 9 août 1858 à la distribution des prix du Lycée de Rennes.
- 1859 : De Fabulis Arcadiae antiquissimis disseruit tabulamque addidit.
- De la Distribution des dolmens sur la surface de la France, nouvelle note… par M. Alex. Bertrand
- 1861 : Quelques difficultés du second livre des Commentaires de César étudiées sur le terrain, par MM. le général Creuly et Alexandre Bertrand.
- 1864 : Les Voies romaines en Gaule. Voies des itinéraires : Résumé du travail de la Commission de la topographie des Gaules ; Les Voies romaines dans la Moselle, rapport de la commission chargée d'examiner la brochure intitulée "Les Voies romaines en Gaule".
- 1865 : César, Jules (0100-0044 av. J.-C.) Commentaires de J. César. Guerre des Gaules. Traduction nouvelle par Alex. Bertrand et le général Creuly, Tome Ier (livres I-VII. Traduction et texte latin).
- 1865 : Les Ruines d'Araq-el-Emir (Analyse d'un mémoire de M. de Saulcy), par M. Alex. Bertrand.
- 1873 : Note sur les bronzes étrusques de la Cisalpine et des pays transalpins.
- Notes sur une monnaie gauloise.
- 1874 : Le Kestre ou kestrosphendone, note lue à l'académie des inscriptions et belles-lettres. [Signé : Alexandre Bertrand].
- 1874 : Les tumulus gaulois de la commune de Magny-Lambert (Côte-d'Or). Fouilles faites sous le patronage de la Commission de la topographie des Gaules ; par M. Alexandre Bertrand.
- 1874 : Le Renne de Thaïngen, note lue à l'Académie des inscriptions le 6 mars 1874.
- 1874 : Sépultures à incinération de Poggio-Renzo près Chiusi (Italie).
- 1874 : Les Sépultures à incinération de Poggio Renzo. Note additionnelle, Revue archéologique.
- 1875 : Programme d'un cours d'archéologie en cinquante leçons, proposé par M. Alexandre Bertrand. Paris, 25 décembre 1875.
- 1875 : Rapport sur les questions archéologiques discutées au Congrès de Stockholm, par M. Alexandre Bertrand.
- 1875 : Les Gaulois, lu à l'Académie des inscriptions en avril 1875, par M. Alexandre Bertrand.
- 1875 : Le casque de Berru, note lue à la Société des antiquaires de France ; par M. Alexandre Bertrand.
- 187xxxx : Celtes, Gaulois et Francs, lettres au Dr Paul Broca, par Alexandre Bertrand lire en ligne
- 1876 : Archéologie celtique et gauloise : mémoires et documents relatifs aux premiers temps de notre histoire nationale.
- 1876 : De la Valeur des expressions dans Polybe, lu à l'Académie des inscriptions en décembre 1875, par M. Alexandre Bertrand.
- 1878 : Conférence sur les populations primitives de la Gaule et de la Germanie.
- 1879 : De la valeur historique des documents archéologiques, Société archéologique d'Eure-et-Loir, conférence faite à la séance du 15 mai 1879.
- 1879 : Les Bijoux de Jouy-le-Comte (Seine-et-Oise) et les cimetières mérovingiens de la Gaule.
- 1880 : L'Autel de Saintes et les triades gauloises.
- 1884 : Cours d'archéologie nationale. La Gaule avant les Gaulois, d'après les monuments et les textes.
- 1884 : Institut de France. Académie des inscriptions et belles-lettres. Rapport fait au nom de la Commission des antiquités de la France sur les ouvrages envoyés au concours de 1883, par M. Alexandre Bertrand.
- 1884 : Institut de France. Académie des inscriptions et belles-lettres. Rapport fait au nom de la Commission des antiquités de la France sur les ouvrages envoyés au concours de 1884, par M. Alexandre Bertrand.
- 1885 : Institut de France. Académie des inscriptions et belles-lettres. Rapport fait au nom de la Commission des antiquités de la France sur les ouvrages envoyés au concours de 1885, par M. Alexandre Bertrand.
- 1885 : Alexandre Bertrand. Les deux Divinités gauloises de Sommerécourt (Haute-Marne).
- 1889 : Archéologie celtique et gauloise : mémoires et documents relatifs aux premiers temps de notre histoire nationale, .
- 1890 : Revue archéologique publiée sous la direction de MM. Alex. Bertrand et G. Perrot, Germain Bapst. Le tombeau de Saint Piat.
- 1892 : Discours aux funérailles de M. Alfred Maury, membre de l'Académie des inscriptions et belles-lettres, le 15 février 1892.
- 1892 : Discours. Contenu dans : Funérailles de M. Ernest Renan, membre de l'Académie française et de l'Académie des inscriptions et belles-lettres, le 7 octobre 1892.
- 1892 : Funérailles de M. Siméon Luce, le 17 décembre 1892.
- 1891-1897 : Nos origines. La religion des Gaulois, Archéologie celtique et gauloise, La Gaule avant les Gaulois, Les Celtes dans les vallées du Pô et du Danube.
- 1893 : Le Vase d'argent de Gundestrup (Jutland).
- 1894 : Le Vase ou chaudron de Gundestrup (2e article).
- Monuments dits celtiques dans la province de Constantine.
- 1896 : Les Druides et le druidisme, leur rôle en Gaule.
- 1903 : Discours prononcés aux obsèques de Renan. Contenu dans : Le livre d'or de Renan.